# Макієв Заур Юрійович
Заур Юрійович Макієв (рос. Заур Юрьевич Макиев; нар. 24 березня 1992, Владикавказ, Північна Осетія) — російський борець вільного стилю, бронзовий призер чемпіонату Європи. Майстер спорту Росії міжнародного класу з вільної боротьби.

## Життєпис
Боротьбою почав займатися з 2005 року.
Представляє спортивне товариство «Динамо» Владикавказ та СДЮСШОР Нижньовартовськ, Ханти-Мансійський автономний округ — Югра. Тренери — М. С. Самаєв, В. В. Цебоєв, В. М. Рожков.
Бронзовий призер чемпіонату Росії 2014 року.
У збірній команді Росії з 2014 року.

## Спортивні результати на міжнародних змаганнях

### Виступи на Чемпіонатах Європи
| Змагання                         | Збірна | Вагова категорія          | Місце  |
| -------------------------------- | ------ | ------------------------- | ------ |
| Чемпіонат Європи з боротьби 2016 | Росія  | вільна боротьба, до 74 кг | Бронза |

### Виступи на інших змаганнях
| Змагання                                     | Збірна | Вагова категорія          | Місце  |
| -------------------------------------------- | ------ | ------------------------- | ------ |
| Турнір Дмитра Коркіна 2012                   | Росія  | вільна боротьба, до 74 кг | Золото |
| Київський Міжнародний турнір з боротьби 2013 | Росія  | вільна боротьба, до 74 кг | 32     |
| Гран-прі «Іван Яригін» 2014                  | Росія  | вільна боротьба, до 74 кг | 8      |
| Турнір Дмитра Коркіна 2014                   | Росія  | вільна боротьба, до 74 кг | Срібло |
| Кубок Рамзана Кадирова 2014                  | Росія  | вільна боротьба, до 74 кг | Бронза |
| Гран-прі «Іван Яригін» 2015                  | Росія  | вільна боротьба, до 74 кг | 13     |
| Турнір Алі Алієва 2015                       | Росія  | вільна боротьба, до 86 кг | 19     |
| Кубок Рамзана Кадирова 2015                  | Росія  | вільна боротьба, до 74 кг | 5      |
| Гран-прі «Іван Яригін» 2016                  | Росія  | вільна боротьба, до 74 кг | Золото |
| Турнір Алі Алієва 2016                       | Росія  | вільна боротьба, до 86 кг | Бронза |
| Золотий Гран-прі з боротьби 2016             | Росія  | вільна боротьба, до 74 кг | 5      |
| Гран-прі «Іван Яригін» 2017                  | Росія  | вільна боротьба, до 74 кг | 18     |
| Турнір Алі Алієва 2017                       | Росія  | вільна боротьба, до 86 кг | Бронза |
| Турнір Олександра Медведя 2017               | Росія  | вільна боротьба, до 86 кг | Золото |
| Турнір Володимира Семенова 2017              | Росія  | вільна боротьба, до 86 кг | Срібло |
| Турнір Алі Алієва 2018                       | Росія  | вільна боротьба, до 86 кг | 8      |
| Турнір Володимира Семенова 2018              | Росія  | вільна боротьба, до 86 кг | Бронза |

### Виступи на змаганнях молодших вікових груп
| Змагання                                       | Збірна | Вагова категорія          | Місце  |
| ---------------------------------------------- | ------ | ------------------------- | ------ |
| Чемпіонат Європи з боротьби серед кадетів 2009 | Росія  | вільна боротьба, до 76 кг | Золото |
| Чемпіонат Європи з боротьби серед юніорів 2010 | Росія  | вільна боротьба, до 74 кг | Бронза |
| Чемпіонат світу з боротьби серед юніорів 2012  | Росія  | вільна боротьба, до 74 кг | Золото |